# Sascha Berst-Frediani
Sascha Berst-Frediani (geboren am 3. Juli 1964 in Waldshut-Tiengen) ist ein deutsch-italienischer Rechtsanwalt und Schriftsteller.

## Leben
Berst-Frediani wuchs in Baden und Süditalien auf. Von 1986 an studierte er an der Albert-Ludwigs-Universität Freiburg zunächst Germanistik und Romanistik, später Rechtswissenschaften. Im Frühjahr 1991 legte er das Erste, im Sommer 1995 das Zweite juristische Staatsexamen ab. 1995 promovierte er mit einer Arbeit zum französischen Verwaltungsprozessrecht unter dem Titel Der Grundsatz der Gewaltentrennung im französischen Verwaltungsprozessrecht, die im Folgejahr bei Lang erschien. Während des Studiums wurde er von der Studienstiftung des Deutschen Volkes unterstützt, die Promotion und ein einjähriger Studienaufenthalt in Paris wurden durch den DAAD gefördert.

## Berufliche Tätigkeit
Berst-Frediani ist seit 1995 als Rechtsanwalt in Freiburg niedergelassen. Er ist Fachanwalt für Arbeitsrecht (2001) und Fachanwalt für Medizinrecht (2014). Bekannt wurde er als Vertreter einer größeren Gruppe griechischer Krebspatienten, die gegen einen deutschen Nephrologen wegen einer vermeintlich innovativen Tumor-Therapie vorgingen, sowie ab 2009 als Anwalt von Patienten, denen am Loretto-Krankenhaus in Freiburg eine neuartige Hüftprothese mit besonders großem Kopf implantiert wurde, die durch übermäßigen Metallabrieb auffiel. Der Musterprozess gegen die Herstellerfirma, den Berst-Frediani führte und der allein in erster Instanz acht Jahre dauerte, war Gegenstand einer im Rahmen der „Implantat Files“ veröffentlichten Reportage. 2019 vertrat er eine Reihe von Familienunternehmen, die durch eine rechtswidrige Kooperation zwischen einem Stuttgarter Versicherungsmakler und drei gesetzlichen Krankenkassen finanziell geschädigt worden waren. Im Januar 2023 entschied der BGH in einem Pilotprozess gegen eine der beteiligten Kassen (III ZR 234/21).

## Schriftstellerische Arbeit
2008 veröffentlichte Berst-Frediani den historischen Roman Mord im Garten des Sokrates, der 2009 im spanischsprachigen Raum und später in Italien und Frankreich erschien. 2014 folgte der Justiz-Roman Fehlurteil, der die Enteignung jüdischen Besitzes während der Zeit des Dritten Reichs zum Gegenstand hat. 2018 erschien der Kriminalroman Reue, 2019 der weitere Justiz-Roman Verjährung, der sich mit dem Thema des sexuellen Missbrauchs innerhalb der Katholischen Kirche befasst. Seit 2014 veröffentlicht Berst-Frediani seine Romane im Gmeiner-Verlag.

## Auszeichnungen
- 2013 – Freiburger Krimipreis (1. Platz) für die Kurzgeschichte Ein Mord in der Casa
- 2015 – Herzogenrather Handschelle für Fehlurteil
- "TOP Anwalt 2026" (FAZ Institut)[5]
- 2021, 2022 und 2023 – Auszeichnung  der  Praxis als eine der besten Anwaltskanzleien für Privatmandanten im Rechtsgebiet Medizinrecht[6]
- 2023, 2024, 2025– Auszeichnung der Praxis als Top-Wirtschaftskanzlei in Bereich Gesundheit & Pharmazie[7]

## Werke
- Der Grundsatz der Gewaltentrennung im französischen Verwaltungsprozessrecht. Lang, Frankfurt am Main 1996 (zugleich Dissertation)
- Mord im Garten des Sokrates. Knecht, Frankfurt am Main 2008
- Fehlurteil. Gmeiner Verlag, Meßkirch 2014
- Reue. Gmeiner Verlag, Meßkirch 2018
- Verjährung. Gmeiner Verlag, Meßkirch 2019